# Joachim Mrugowsky

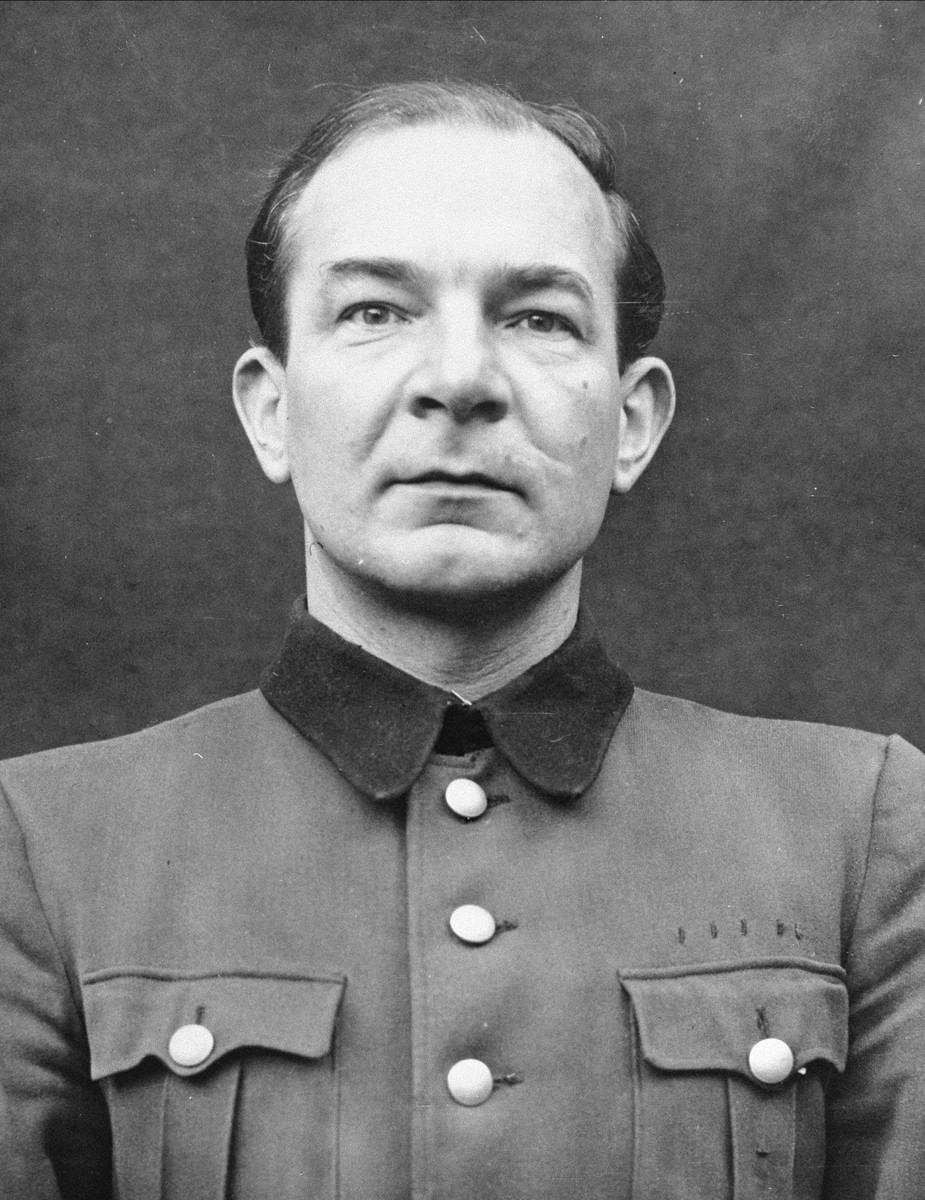
Joachim Mrugowsky als Angeklagter im Nürnberger Ärzteprozess

Joachim Mrugowsky (* 15. August 1905 in Rathenow an der Havel; † 2. Juni 1948 in Landsberg am Lech) war ein deutscher SS-Oberführer und Leiter des Hygiene-Instituts der Waffen-SS.

## Leben
Joachim Mrugowsky absolvierte nach seinem Abitur 1923 eine Banklehre. Anschließend studierte er Medizin und Biologie, speziell Botanik in Halle. In dieser Zeit wurde er Mitglied im Verein Deutscher Studenten Halle. Er promovierte 1930 zum Dr. sc. nat. und bestand 1931 das ärztliche Staatsexamen.
Zum 1. März 1930 trat Joachim Mrugowsky in die NSDAP ein (Mitgliedsnummer 210.049). 1930/31 war er Hochschulgruppenführer des NSDStB an der Universität Halle. In dieser Funktion leitete er erste Aktionen gegen den evangelischen Theologen Günther Dehn. Zur selben Zeit trat Mrugowsky auch der SA bei; drei Monate hatte er dort die Funktion des Standartenarztes. Ab 1931 war er Angehöriger der SS-Standarte Küstrin, zuletzt Führer dieser Standarte (SS-Nummer 25.811). 1933 trat er schließlich mit dem Dienstgrad SS-Untersturmführer in den Sicherheitsdienst der SS (SD) ein. 1933 wurde er Assistent am Hygienischen Institut der Universität Halle, wo er im Februar 1934 einen Lehrauftrag für „Menschliche Erblichkeitslehre und Rassenhygiene“ erhielt. Im Jahr 1935 wurde er hauptamtlicher SS-Führer beim SD-Oberabschnitt Nord-West (Hannover), nebenamtlich übernahm er einen Lehrauftrag an der Technischen Hochschule Hannover ebenfalls zu dem Thema „Menschliche Erblichkeitslehre und Rassenhygiene“. Der Reichsführer SS Heinrich Himmler beauftragte ihn 1937 mit der Leitung des im Aufbau befindlichen Hygiene-Instituts der Verfügungstruppe der SS (später Waffen-SS) mit dem Dienstrang eines SS-Sturmbannführers. Zugleich war er Standartenarzt der Leibstandarte SS Adolf Hitler. 1937 habilitierte Mrugowsky sich in Halle mit einer hygienischen Untersuchung über ein Bergmannsdorf im Landkreis Mansfeld. 1940 wurde er zum Dozenten für Hygiene und Bakteriologie an der Universität Berlin ernannt. Seit September 1943 war er Oberster Hygieniker beim Reichsarzt SS und Polizei.
Mrugowksy war befreundet mit dem Jenaer Lehrstuhlinhaber Friedrich Weyrauch († 1940), ebenfalls NSDAP- und SS-Mitglied, und Pate von dessen ältester Tochter.

## Tödliche Menschenversuche
Ab 1943 war Mrugowsky als Oberster Hygieniker und Amtschef III beim Reichsarzt SS und Polizei an zahlreichen Humanexperimenten an Häftlingen in den verschiedenen nationalsozialistischen Konzentrationslagern beteiligt.
Mrugowsky leitete unter anderem Versuche im KZ Sachsenhausen, bei denen Häftlinge mit vergifteter Munition (Akonitinnitrat) beschossen wurden. Bei zwei Häftlingen wurde der Oberschenkel durchschossen; da sie keine Gifteinwirkung zeigten, schieden sie aus dem Versuch aus. Bei drei Häftlingen blieb die Gift-Munition im Oberschenkel stecken. Mrugowsky protokollierte ihr Sterben:

„Der eine Vergiftete versuchte vergebens zu erbrechen. Um dies zu erreichen, steckte er vier Finger der Hand bis zu den Grundgelenken tief in den Mund. Trotzdem setzte kein Erbrechen ein. … Die motorische Unruhe wuchs später so stark, daß sich die Personen aufbäumten, wieder hinwarfen, die Augen verdrehten, sinnlose Bewegungen mit den Händen und Armen ausführten. … Der Tod trat 121, 123 und 129 Minuten nach Erhalt des Schusses ein.“

## Anklage und Hinrichtung nach Kriegsende
Mrugowsky wurde im Nürnberger Ärzteprozess angeklagt, wegen verbrecherischer Menschenversuche zum Tode durch Hängen verurteilt und 1948 im damaligen Kriegsverbrechergefängnis Landsberg hingerichtet.